# テキルダー
テキルダー（トルコ語: Tekirdağ）は、トルコのトラキア東部にある都市。テキルダー県の県都であり、2012年のテキルダー県の大都市自治体指定により、シュレイマンパシャ（Süleymanpaşa）に改名した。県の中心都市であるチョルルよりは閑静で、快適なまちであると地元住民は感じている。人口は14万535人（2009年）。ハンガリーとブルガリアの名誉領事館がある。

## 地名の由来
古くはロドスト (Ρωδόστο) やライデストス (Ραιδεστός) 、ビザンツ期はビサンテ (Βισάνθη) と呼ばれた。オスマン帝国が勃興した14世紀にロドスチュク (Rodosçuk) へと改められたが、1732年以降、トルコ人がビザンツ領主たちにつけた名前テクフルに由来するテクフルダー (Tekfurdağı) が用いられるようになった。それが母音変異したテキルダーが、トルコ共和国の成立で正式名称となった。

## 地理
イスタンブールの西135km、マルマラ海の北岸に位置する。海抜約600mのテキル山（古くはコンボス山）の断崖が海沿いに続き、絶景をかもし出す。この崖は北へ続き、高原となる。テキルダーとシャルキョイのあいだにガノス山がある。

## 気候
地中海性気候と温暖湿潤気候の境界にあたる。夏は長くて暑く、じめじめするが冬は冷涼で湿気を含む。12月から3月まで週に一日か二日、降雪がある。
| テキルダーの気候                                | テキルダーの気候 | テキルダーの気候 | テキルダーの気候 | テキルダーの気候 | テキルダーの気候 | テキルダーの気候 | テキルダーの気候 | テキルダーの気候 | テキルダーの気候 | テキルダーの気候 | テキルダーの気候 | テキルダーの気候 | テキルダーの気候 |
| 月                                              | 1月              | 2月              | 3月              | 4月              | 5月              | 6月              | 7月              | 8月              | 9月              | 10月             | 11月             | 12月             | 年               |
| ----------------------------------------------- | ---------------- | ---------------- | ---------------- | ---------------- | ---------------- | ---------------- | ---------------- | ---------------- | ---------------- | ---------------- | ---------------- | ---------------- | ---------------- |
| 平均最高気温 °C （°F）                          | 8.3 (46.9)       | 8.8 (47.8)       | 11.1 (52)        | 15.7 (60.3)      | 20.5 (68.9)      | 25.2 (77.4)      | 27.9 (82.2)      | 27.9 (82.2)      | 24.3 (75.7)      | 19.5 (67.1)      | 14.4 (57.9)      | 10.2 (50.4)      | 17.82 (64.07)    |
| 平均最低気温 °C （°F）                          | 2.2 (36)         | 2.3 (36.1)       | 4.2 (39.6)       | 8.2 (46.8)       | 12.4 (54.3)      | 16.5 (61.7)      | 18.9 (66)        | 19.2 (66.6)      | 15.8 (60.4)      | 11.9 (53.4)      | 7.5 (45.5)       | 4.1 (39.4)       | 10.27 (50.48)    |
| 降水量 mm （inch）                              | 60.7 (2.39)      | 54.9 (2.161)     | 56.0 (2.205)     | 41.0 (1.614)     | 38.3 (1.508)     | 35.5 (1.398)     | 26.6 (1.047)     | 17.6 (0.693)     | 37.0 (1.457)     | 63.0 (2.48)      | 75.4 (2.969)     | 73.7 (2.902)     | 579.7 (22.824)   |
| 平均降雨日数                                    | 11.2             | 10.5             | 10.2             | 10.0             | 8.1              | 7.1              | 4.2              | 3.7              | 5.6              | 7.6              | 9.4              | 11.2             | 98.8             |
| 平均月間日照時間                                | 86.8             | 98               | 133.3            | 177              | 241.8            | 270              | 303.8            | 279              | 216              | 155              | 102              | 74.4             | 2,137.1          |
| 出典：Devlet Meteoroloji İşleri Genel Müdürlüğü |                  |                  |                  |                  |                  |                  |                  |                  |                  |                  |                  |                  |                  |

## 歴史
まちの歴史は紀元前4000年にまでさかのぼる。古代ギリシアのロドスト市はサモス島からの島民が建設したとされる。クセノポンの『アナバシス』ではトラキア王セウテス2世の領地とされている。プロコピオスは6世紀にユスティニアヌス1世（大帝）に征服されたと伝えている。803年と1206年にブルガリア人の略奪をうけたが、後年のビザンツ文献にもかなりの記述がみられる。1204年から1235年までヴェネツィア共和国の支配下にあった。
オスマン帝国時代にはルメリア、カプテンパシャ、シリストラ、アドリアノープルの各州にかわるがわる属した。
1905年の人口は3万5000人で、半数がギリシャ人であったが、1923年のキリスト・イスラム教徒交換条約で代わりにムスリムが到来した。
長年にわたってエディルネ県の生産物の集積場であったが、マリッツァ川に鉄橋が架かるとギリシャのアレクサンドルーポリにその座をゆずった。
2012年のテキルダー県全域の大都市自治体指定により、旧テキルダー市はシュレイマンパシャに改名した。

## テキルダーのいま
4車線のハイウェイでイスタンブールから2時間しかかからないため、休日用の別荘が多い。郊外のシャルキョイ、ミュレフテ、クンバーの各村も国内のツーリストに人気である。無秩序に建てられ続けた休暇施設は、海岸のほとんどどこからでも見える。きれいとは言えないマルマラ海だが、テキルダー郊外には多くの公共海水浴場が存在する。
トルコの商業の中心地で、市内の農産物輸出港はトラキアの主要貨物鉄道線に対応するため拡張された。アンカラのボタシュ石油パイプライン（株）もテキルダー港を拠点港湾としている。
オスマン帝国期の木造建築物は近代的なコンクリート造りの高層住宅に取って代わられたが、伝統様式を活かして観光資源の役割を果たしている。16世紀に建築家のミマール・スィナンが建てたリュステム・パシャ・カミーやオスマン時代を彷彿とさせる狭い路地を除けば、街並みは伝統的な趣を失いつつある。焼き網で焼いたスパイシーな肉団子、キョフテ目当てに訪れる観光客もいる。
内陸部は肥よくな穀倉地帯で、ソバ、ヒマワリ、桜桃、ワイン用のブドウが栽培される。当地で醸造される高品質のラクは特筆に価する。醸造所は1990年代まで国営であったが現在は民営化され、産業の革新が進んでいる。
古代ローマのエナティア街道にルーツがある東西のハイウェイ、北のムラトルやリュレブルガズ方面に至るハイウェイとも4車線である。
東の街外れに2006年創立の3学部を有するナムク・ケマル大学がある。

## ゆかりの人物
- ナムク・ケマル（1840年 - 1888年） 民族主義的な詩人
- ラーコーツィ・フェレンツ2世（1676年 - 1735年） ハンガリーの貴族で、国民的英雄
- アンリ・ヴェルヌイユ（1920年 - 2002年） アルメニア系フランス人の脚本家で、映画監督。当地に生まれ、フランスで才能を開花させた
- ベクリ・ムスタファ・パシャ - オスマン帝国の大宰相（1688年 - 1698年）

## 名所
- ハンガリーのラーコーツィ・フェレンツ2世が1720年から亡くなる1735年まで亡命生活を送った邸宅。後年ハンガリー共和国の資産となり「ラーコーツィ博物館」に改装された。
- 聖母マリア教会。亡命ハンガリー人のグループの集団墓地がある。
- 19世紀の詩人、ナムク・ケマルの生家。現在は彼の生涯と作品を紹介する博物館になっている。
- 中心街のケマル・アタテュルク像。全国各地にあまたあるなかでも、等身大ぴったりのものはこれだけである。

## 姉妹都市[8]
- カヴァラ（ギリシャ）
- クルジャリ（ブルガリア）
- ケチケメート（ハンガリー）
- 平沢市（大韓民国）
- シャーロシュパタク（ハンガリー）
- スリヴェン（ブルガリア）
- テキルギョル（ルーマニア）
- トポルツァニ（マケドニア）
- バイロイト（ドイツ）[9]
- ファマグスタ（北キプロス）[9]
- モンテヴァーゴ（イタリア）[9]
- 汕頭市（中華人民共和国）[9]
- ヴェリコ・タルノヴォ（ブルガリア）